# 가토씨
가토 씨(일본어: 加藤氏 카토 시[*])는 일본의 씨족 중 하나이다.
후지와라씨의 일족으로, 가토 요시아키의 출신 가문인 후지와라 북가 도시히토 류(미카와 가토 씨)와 가토 기요마사의 출신 가문인 후지와라 북가 미치나가 류(오와리 가토 씨)가 있다.

## 도시히토 류 가토 씨
미나모토노 요리요시를 모신 무사 후지와라노 가게미치가 이쪽 가토 씨의 중시조로 취급된다. "가가의 후지와라(加賀の藤原)"를 줄여서 "가토(加藤)"가 되었다고 한다. 가게미치의 손자 가토 가게카도는 미나모토노 요리토모의 거병에 참여하여 헤이케가 멸망하고 가마쿠라 막부가 성립했을 때 어가인이 되었다. 요리토모에게 야스다 요시사다를 토벌하라는 명령을 가지와라 가게토키와 함께 받았고, 이후 도토미국아사바 장의 지두 직을 얻었다. 그러나 나중에 가게토키가 토벌되자 가게토키와 친했기 때문인지 영지를 몰수당한다.
그 후로는 미노의 도야마 씨와 그 계루인 가토 미쓰야스계의 가토 씨가 있었는데, 그 중에 이색적인 경력을 가진 자는 시즈가타케의 칠본창 중 하나인 가토 요시아키이다. 요시아키 계 가토씨는 본래 기시씨(岸氏)를 자칭하고 있었다. 문헌상에 그 아버지가 기시 노리아키(岸教明)로 기록되어 있음이 보인다. 요시아키의 조부 가토 도모아키(加藤朝明)는 본래 가이의 다케다씨를 모셨는데 어떠한 사정이 있어 미카와로 이주, 도쿠가와 이에야스의 조부 마쓰다이라 기요야스를 섬겼다. 그런데 요시아키가 자비출판한 족보 외에는 그 이름이 보이지 않는다. 그리고 아들 노리아키는 일향일규에 가담하여 마쓰다이라씨를 배반하고 이후 오와리의 오다씨를 섬겼으며, 이후에는 하시바 히데요시 밑으로 들어갔다.
각 분가는 다음과 같다.
가토 미쓰야스 계
 뱀 눈알(蛇の目) 가몬을 사용.
가토 미쓰야스는 도요토미 히데요시를 섬기고 가이에 석고 24만석의 영주로 봉해졌다. 그 아들 사다야스는 이요 오즈 번 초대 번주가 된다.
가토 요시아키 계
 늘어뜨린 등나무(下り藤) 가몬을 사용.
가토 노리아키(加藤教明)는 본래 마쓰다이라씨의 가신이었지만 상술한 바와 같이 일향일규에 가담하여 주군 마쓰다이라 모토야스를 배반하고 출분했다. 노리아키의 아들로 태어난 요시아키는 하시바 히데요시를 섬기고 시즈가타케의 칠본창 중 하나가 된다. 도요토미 정권 하에서 오다와라 정벌, 조선 출병 등에 나서 활약한다. 히데요시 사후 도쿠가와 이에야스에게 접근하여 세키가하라 전투에선 동군에 속해 이요 마쓰야마 번에 20석의 영주로 봉해진다. 말년에는 무쓰 아이즈번에 40만석이 더해진 대영주가 되었다. 그러나 요시아키 사후 뒤를 이은 아키나리는 아이즈 소동이라는 어가소동을 일으키는 바람에 개역당한다. 아키나리의 서자 아키토모가 오우미 미나쿠치 번으로 복귀하여 이후 소영주로 메이지 유신까지 존속했다.

## 미치나가 류 가토 씨
오와리국 아이치군에서 일어났다. 후지와라 미치나가의 후예를 자칭했으나 그 진위는 불확실하다. 센고쿠 시대에 가토 기요마사는 도요토미 히데요시를 섬겨 히고국 구마모토의 영주가 되었다. 또 도요토미 정권의 무단파로서 많은 무공을 세웠다. 히데요시 사후에는 도쿠가와 이에야스에게 붙어 세키가하라 전투에서 동군에 속했고, 덕분에 52만석으로 가증되고 구마모토 번주가 된다.
게이초 16년(서기 1611년) 기요마사가 사망하고 그 아들 다다히로가 가독을 상속받았으나 간에이 9년(서기 1632년) 제3대 정이대장군 도쿠가와 이에미쓰에게 소행을 정죄받고 개역당했다.

## 우에노하라 가토 씨
우에하라 가토 씨는 가이국 쓰루 군 우에노하라의 국중이다. 쓰루 군 우에노하라 우에노하라 성의 성주였다.
우에노하라 가토 씨는 무로마치 시대 및 센고쿠 시대에 가이 다케다 씨의 신하로 활동했다.